# Jim Kelly (Schriftsteller)
Jim Kelly (* 1. April 1957) ist ein britischer Autor von Kriminalromanen.

## Leben
Kelly stammt aus der ostenglischen Stadt Ely, die auch Schauplatz seiner Romane ist. Er war langjähriger Korrespondent der Financial Times. Bereits mit seiner ersten Veröffentlichung hatte er Erfolg: Sein 2002 erschienener Roman Tod im Moor (engl. The Water Clock) schaffte es bis in die Endausscheidung des renommierten Dagger Awards. Für Kalt wie Blut (engl. The Coldest Blood) erhielt er 2007 den mit 1500 £ dotierten Dagger Library Award, der von den öffentlichen englischen Büchereien vergeben wird.
Hauptfigur seiner Romane ist der ums berufliche und private Überleben kämpfende Kleinstadtreporter Philip Dryden, der in einem Boot wohnt und – trotz der Mobilitätsanforderungen seines Jobs – nicht einmal ein Auto besitzt. Seine Frau liegt nach einem schweren Verkehrsunfall im Wachkoma. Einziger Freund ist der Taxifahrer Humph, der sich mit einem in die Jahre gekommenen Ford Capri ebenfalls nur mühsam über Wasser hält.
Die Handlungen von Kellys Romanen beginnen mit Alltagsgegebenheiten, die sich im weiteren Verlauf zu Kapitalverbrechen entwickeln. In allen bisher erschienenen Werken liegen die Ursachen und Motive für die gegenwärtigen Taten in Jahrzehnte zurückliegenden Ereignissen. In einigen Fällen ist der Protagonist Dryden selbst in die auslösenden Vorgänge der Vergangenheit verwickelt.

## Werke

### Philip-Dryden-Reihe
- The Water Clock. (2002)
  - Tod im Moor, dt. von Carsten Mayer; Goldmann Verlag, München 2003, ISBN 3-442-35826-4.
- The Fire Baby. (2004)
  - Kein Ort zum Sterben, dt. von Carsten Mayer; Blanvalet-Verlag, München 2004, ISBN 3-442-35827-2.
- The Moon Tunnel. (2005)
  - Unter der Erde, dt. von Carsten Mayer; Blanvalet-Verlag, München 2006, ISBN 3-442-36435-3.
- The Coldest Blood (2006)
  - Kalt wie Blut, dt. von Carsten Mayer; Blanvalet-Verlag, München 2007, ISBN 3-442-36436-1.
- The Skeleton Man (2007)
  - Einer blieb zurück, dt. von Carsten Mayer; Blanvalet-Verlag, München 2008, ISBN 978-3-442-36953-9.
- Nightrise (2012)
- The funeral owl (2013)

### Peter-Shaw- und George-Valentine-Reihe
- Death Wore White (2009)
- Death Watch (2010)
- Death Toll (2011)
- Death’s door (2012)
- At Death's Window (2014)
- Death on Demmand (2015)
- Death Ship (2016)

### Eden-Brooke-Reihe
- The Great Darkness (2018)
  - Die dunklen Stunden der Nacht: Eden Brooke ermittelt, dt. von Frauke Meier; Lübbe Verlag, Köln 2021, ISBN 978-3-404-18507-8.
- The Mathematical Bridge (2019)
  - Die Schatten von Cambridge: Eden Brooke ermittelt, dt. von Frauke Meier; Lübbe Verlag, Köln 2022, ISBN 978-3-404-18847-5.
- The Night Raids (2020)

### Romane
- The Silent Child (2022)
- The White Lie (2023)